# Peschiera Borromeo
Peschiera Borromeo é uma comuna italiana da região da Lombardia, província de Milão, com cerca de 20.129 habitantes. Estende-se por uma área de 23 km², tendo uma densidade populacional de 875 hab/km². Faz fronteira com Milano, Pioltello, Segrate, Rodano, Pantigliate, San Donato Milanese, Mediglia.

## Demografia
| Variação demográfica do município entre 1861 e 2011                               |
|                                                                                   |
| Fonte: Istituto Nazionale di Statistica (ISTAT) - Elaboração gráfica da Wikipedia |